# Сборная ЮАР по регбилиг
Сборная ЮАР по регбилиг (англ. South Africa national rugby league team) — национальная сборная ЮАР, представляющая эту страну на международных соревнованиях по регби-13 (регбилиг). Управляется организацией Регбилиг ЮАР. В связи с крайне невысокой популярностью спорта в стране по сравнению с регби-15 или регби-7 сборная ЮАР играла всего на двух Кубках мира в 1995 и 2000 годах, оба раза не выходя из группы. Эмблема команды — протея, национальный цветок ЮАР. Традиционно закреплённой арены за сборной нет.
Регбилиг появился в стране в 1950-е годы после попыток сборных Англии и Франции расширить географию этого вида спорта, однако в ЮАР он популярность не завоевал. В 1960-е годы сборная ЮАР провела несколько встреч против Великобритании и австралийских команд в рамках турне. Только после отмены режима апартеида встречи стали проходиться чаще, однако по классу сборная ЮАР уступала другим командам.

## История
Регбилиг попал в ЮАР после того, как Англия и Франция предприняли попытку расширить географию этого вида спорта и найти себе достойных противников. Всего на континенте прошли три матча, но популярности вид спорта не снискал, хотя ряд таких игроков, как Дэвид Барендс, Грин Виго и Энслин Дламбуло, позже уехали за границу, спасаясь от последствий апартеида.
В 1960-е годы была предпринята ещё одна попытка развить регбилиг: ЮАР посетила Великобритания с серией игр. 23 августа 1962 года состоялась первая игра ЮАР против Великобритании, в которой британцы победили 49:30. В последующих двух встречах южноафриканцы также уступали, оказывая определённое сопротивление. Через 11 месяцев сборная ЮАР из 24 человек, куда вошли и некоторые игроки «Спрингбоков», отправилась в турне по Австралии, одержав две победы над малоизвестными командами и проиграв австралийцам 6:34 и 21:54. В неофициальном матче против Новой Зеландии южноафриканцы сенсационно победили 4:3, хотя в той встрече за них играли несколько австралийцев. В 1965 году была предпринята попытка организовать чемпионат мира по регбилиг во Франции с участием сборной ЮАР, но турнир в итоге отменили.
В 1992 году сборная ЮАР впервые сыграла за долгое время встречи, проведя серию игр против смешанных африканских команд. В 1995 году она прошла на чемпионат мира по регбилиг, попав в группу с Австралией, Англией и Фиджи и проиграв все три встречи. В 2000 году результат повторился: команда проиграла все три матча в Англии сборным Франции, Папуа — Новой Гвинеи и Тонга.
До 2006 года сборная ЮАР не проводила турне, пока не сыграла два тест-матча в Италии и не поучаствовала в турнире по регбилиг-9 в Монтеланико. В 2008 году команда заявилась на отбор к чемпионату мира 2008 года, попав в квалификационную группу с США, Японией и Вест-Индией, но из-за финансовых проблем снялась с турнира. В 2011 году команда довела квалификационный турнир до конца, обыграв Канаду 36:22, но проиграв США 40:4. В 2017 году ЮАР должна была сыграть против Ливана в Дубае, однако оба матча перенесли в Преторию из-за ареста чиновника Сола Мокдада, обвинявшегося в мошенничестве. ЮАР проиграла обе встречи и пропустила очередной кубок мира.

## Игроки прошлых лет
| Игрок               | Позиция                  | Место рождения                           | Выступления |
| ------------------- | ------------------------ | ---------------------------------------- | --- |
| Фред Андерсон       | Хукер                    | Сазерленд, Новый Южный Уэльс (Австралия) | Два матча в 1963 году за ЮАР, игрок клубов «Кентербери Буллдогз» и «Саут Сидней Рэббитоуз» (оба — НРЛ)                                              |
| Джейми Блум         | Фулбэк, винг             | Кейптаун, ЮАР                            | Участник ЧМ-1995 и ЧМ-2000 |
| Том ван Волленховен | Винг                     | Бетлехем, ЮАР                            | Игрок клуба «Сент-Хеленс» (чемпионат Англии); в регби-15 — игрок команды Северного Трансвааля и сборной ЮАР                                         |
| Джаррод Сэффи       | Игрок второй линии       | Бенони, Гаутенг, ЮАР                     | Игрок клубов «Уэстс Тайгерс» и «Сент-Джордж Иллаварра Дрэгонс» (оба — НРЛ)                                                                          |
| Шон Ратджерсон      | Проп, игрок второй линии | нет данных                               | Участник ЧМ-2000, игрок клубов «Канберра Рэйдерс» (НРЛ) и «Солфорд Ред Девилз» (Суперлига)                                                          |
| Кристиан Рутс       | Центр                    | Претория, ЮАР                            | Участник отбора к ЧМ-2013 за ЮАР, на самом ЧМ-2013 играл за Уэльс, игрок клубов «Саут Уэльс Скорпионз» и «Норт Уэльс Крусейдерс» (оба — Чемпионшип) |